# Effetto triboelettrico
L'effetto triboelettrico è un fenomeno elettrico che consiste nel trasferimento di cariche elettriche, e quindi nella generazione di una tensione, tra materiali diversi (di cui almeno uno isolante) quando vengono strofinati tra di loro. La parola che descrive il fenomeno deriva dal greco tribos, che significa appunto strofinio (da cui deriva anche tribologia: studio dei fenomeni di attrito, triboluminescenza: emissione luminosa di alcuni materiali per strofinio). L'ambra, per esempio, può caricarsi elettricamente in questo modo e attirare corpi leggeri. Questa proprietà era nota fin dall'antichità (Talete di Mileto VI secolo a.C., Teofrasto di Ereso, Plinio il vecchio), e portò alla nascita della parola "elettricità", dal nome greco dell'ambra: elektron.
Secondo il teorema di Bohr-Van Leeuwen, l'effetto triboelettrico non si può spiegare per mezzo della fisica classica.

## Serie triboelettrica
Vari materiali sono elencati nella tabella a destra in base alla polarità e all'intensità della carica acquisita. Un materiale in cima alla tabella tende a cedere elettroni (e caricarsi positivamente). Quelli vicini al fondo tendono ad accettare elettroni (e caricarsi negativamente). Ad esempio mettendo a contatto del nylon e del teflon, il nylon si caricherà positivamente e il teflon negativamente. Ma se il nylon viene strofinato sulla pelle si caricherà, in maniera più debole, negativamente. Maggiore è la distanza nella tabella e maggiore è l'intensità della carica generata.
La tabella ha valore indicativo: altre fonti la riportano con leggere variazioni.
La polarità e l'intensità della carica generata dipendono oltre che dai materiali anche da altri fattori come:
- la lavorazione delle superfici
- ampiezza delle superfici
- pressione di contatto
- intensità dello sfregamento
- condizioni ambientali (come l'umidità)
- presenza di contaminanti o ossidanti
- rapidità con cui si allontanano le superfici a contatto

e, probabilmente, da altre cause ancora non bene conosciute.

## Descrizione del fenomeno
La formazione delle cariche elettrostatiche non richiede necessariamente lo strofinio. In realtà il trasferimento di elettroni da un materiale all'altro si manifesta anche con il semplice contatto.
Ad esempio nello srotolamento del nastro adesivo (di cellulosa).
Qui non si ha strofinio. La striscia del nastro adesivo è a contatto con lo strato di collante. Quando si srotola il nastro si allontana la striscia di cellulosa dalla colla (che erano in buon contatto col nastro avvolto). Nel distacco si ha trasferimento di elettroni dalla colla al nastro: la colla si carica positivamente, il nastro sottostante negativamente. I potenziali elettrici che si generano sono dell'ordine delle decine di kV.

Effetti triboelettrici possono manifestarsi anche tra solidi e liquidi o gas.

### Effetti microscopici
Mettere a contatto due superfici determina un fenomeno detto di adesione: si formano dei legami chimici nei punti di contatto. Per punti di contatto si intendono i punti in cui la distanza tra atomi dei due diversi materiali è dell'ordine di qualche Å. Si tratta, in genere, di piccole percentuali delle superfici vicine. In questi punti di interazione tra i due materiali gli elettroni sono legati ai rispettivi atomi con energie diverse e possono passare dagli atomi di un materiale in cui l'energia del legame è inferiore a quello in cui è maggiore. L'energia di legame per estrarre un elettrone è caratterizzata dalla funzione lavoro.

I materiali che acquistano elettroni (carica elementare negativa) si caricano negativamente, mentre quelli che cedono elettroni si caricano positivamente.
Se i materiali sono conduttori si avrà una redistribuzione uniforme degli elettroni in un tempo caratteristico (detto tempo di rilassamento); altrimenti la carica elettrica rimarrà localizzata nei punti in cui è avvenuto lo scambio, con effetto triboelettrico più accentuato. Lo strofinio non fa altro che aumentare, nel tempo, i punti di contatto tra le superfici e quindi moltiplicare il fenomeno.
Va notato che nel contatto si può manifestare anche scambio di ioni o frammenti di intere molecole e che a livello microscopico vi sono aspetti del fenomeno simili all'attrito.
Al momento del distacco, a causa del forte campo elettrico presente, si manifestano fenomeni di scarica elettrica che portano a riscaldamento (fenomeni piroelettrici) e ritorno parziale degli elettroni scambiati al materiale originario (in inglese: charge backflow).

### Effetti macroscopici
È esperienza comune la piccola scarica elettrica che si manifesta (particolarmente quando l'umidità presente nell'aria è modesta) dopo aver camminato su un tappeto sintetico e si tocca la maniglia di una porta. Se il tappeto è di nylon e le suole delle scarpe sono di gomma il contatto tra scarpe e tappeto crea un trasferimento di elettroni dal tappeto alle scarpe lasciando il tappeto carico positivamente e le suole delle scarpe cariche negativamente. Entrambi i materiali sono isolanti e quindi le cariche restano localizzate. Per induzione (o influenza) elettrostatica tra le scarpe e il corpo umano (conduttore) si ha una separazione di cariche: i piedi si caricano positivamente e la parte alta del corpo, come le mani, si carica negativamente. Quando si avvicina la mano alla maniglia della porta la carica negativa si trasferisce rapidamente (i tempi sono dell'ordine del microsecondo) verso di essa producendo, in versione ridotta, un processo simile alla formazione di un fulmine.
Va notato che tensioni statiche generate in questo modo se inferiori a circa 3500 Volt non vengono avvertite da una persona ma possono danneggiare un computer se non adeguatamente protetto.

## Triboelettricità nel commercio e nell'industria
I circuiti integrati usati negli apparati elettronici moderni sono molto sensibili alle scariche elettriche (a differenza delle vecchie apparecchiature a valvole termoioniche). I problemi che ne possono derivare vanno dal temporaneo malfunzionamento con perdita di dati, a danni permanenti o latenti.

Proprio per questo non è più possibile mettere in commercio (marchio CE) apparecchi che non rispettino alcune normative specifiche (test EMC e nello specifico: test ESD ElectroStatic Discharge) che garantiscono una certa immunità a questi disturbi.
Il problema è rilevante anche nell'industria di produzione dei semiconduttori (nelle clean room) in quanto l'elettricità statica crea adesione di impurezze durante fasi critiche della lavorazione dei semiconduttori con diminuzione di rendimento nella produzione.

Anche l'industria che costruisce apparecchiature elettroniche deve creare aree opportunamente protette dalle cariche elettrostatiche in cui avviene la manipolazione e il montaggio di componenti particolarmente delicati.
L'effetto triboelettrico è importante anche per le industrie che si occupano di materiali infiammabili ed esplosivi dove la formazione di cariche elettrostatiche può avere effetti disastrosi.

## Generatori triboelettrici
La triboelettricità, in passato, è stata usata per generare elevate tensioni. Vanno ricordati:
- Il fisico tedesco Otto Von Guericke (1602 - 1686). Nel 1660 realizzò la prima macchina elettrostatica: si trattava di una sfera di zolfo che veniva fatta ruotare e, strofinata, generava elettricità.
- I fisici Francis Hauksbee (1666 - 1713), e Johann Heinrich Winkler (1703 - 1770). Nel 1706 svilupparono una macchina elettrostatica con una sfera di vetro.
- Jesse Ramsden (1735-1800). Autore di una macchina elettrostatica di larga diffusione.